# 双兴镇 (梅河口市)
双兴乡，是中华人民共和国吉林省通化市梅河口市下辖的一个乡镇级行政单位。

## 行政区划
双兴乡下辖以下地区：
中山村、靠山村、裕庆村、德庆村、楼山村、积善村、同合村、宝善村、庆胜村、八家子村、双兴村和福兴村。